# Остапенко, Владислав Алексеевич
Владислав Алексеевич Остапенко (бел. Уладзіслаў Аляксеевіч Астапенка; 20 августа 1949, Краснодар, СССР — 1 апреля 2018) — советский белорусский врач, государственный деятель, учёный.

## Биография
Родился в Краснодаре. Окончил Минский медицинский институт (1972).
- 1972—1976 — врач, младший научный сотрудник НИИ онкологии и медицинской радиологии,
- 1976—1978 — врач-хирург 2-й Минской городской клинической больницы,
- 1978—1980 — заведующий лабораторией 9-й Минской городской клинической больницы,
- 1980—1984 — заведующий лабораторией Минского государственного медицинского института,
- 1984—1990 — старший научный сотрудник, руководитель отделения БелНИИ туберкулеза,
- 1990—1996 — директор Могилевского филиала НИИ радиационной медицины,
- 1996—1999 — директор НИИ экологической и профессиональной патологии,
- 1999—2001 — директор НИИ радиационной медицины и эндокринологии,
- 2001—2002 — министр здравоохранения Республики Беларусь.

Доктор медицинских наук, профессор.
Научная сфера: проблемы радиационной медицины; эндокринология.
Лауреат премии Ленинского комсомола Беларуси в области науки и техники 1982 г.